# (466) Тисифона
(466) Тисифона (лат. Tisiphone) — довольно крупный астероид главного пояса, который принадлежит к тёмному спектральному классу C и входит в состав семейства Кибелы. Он был открыт 17 января 1901 года немецким астрономом Максом Вольфом и итальянским астрономом Луиджи Карнера в обсерватории Хайдельберга и назван в честь Тисифоны, одной из богинь мщения в древнегреческой мифологии.

Орбита астероида Тисифона и его положение в Солнечной системе
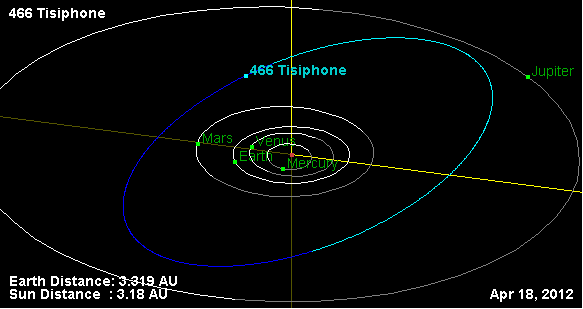
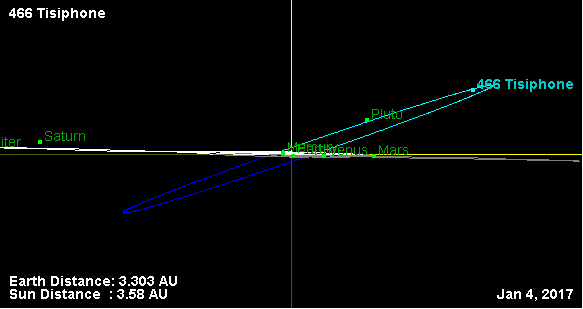

## Орбитальные характеристики
Тисифона обращается во внешней части Главного пояса астероидов на среднем расстоянии в 3,352 а. е. (501,5 млн. км) от Солнца. Её орбита обладает умеренными эксцентриситетом, равным 0,09094 и наклонением в 19,111°. Таким образом, максимальное расстояние от Тисифоны до Солнца составляет 3,657 а. е. (547,1 млн км), минимальное — 3,048 а. е. (455,9 млн. км).
Абсолютная звёздная величина Тисифоны составляет 8,3m. Её видимый блеск в течение синодического периода меняется в пределах 12,8-15,0m.
Период обращения Тисифоны вокруг Солнца составляет 6,138 года (2242 суток).

## Физические характеристики
Средний диаметр Тисифоны равен 115,53±2,2 км, а альбедо — 0,0634.
Период обращения Тисифоны вокруг собственной оси — 8,824±0,009 ч (8 ч 49 мин).